# Saint-Pierre-des-Nids
Saint-Pierre-des-Nids é uma comuna francesa na região administrativa da Pays de la Loire, no departamento de Mayenne. Estende-se por uma área de 37,34 km². Em 2010 a comuna tinha 1 956 habitantes (densidade: 52,4 hab./km²).